# Apogonia grandis
Apogonia grandis är en skalbaggsart som beskrevs av Moser 1913. Apogonia grandis ingår i släktet Apogonia och familjen Melolonthidae. Inga underarter finns listade i Catalogue of Life.